# Cyril Clerke Graham
Pour les articles homonymes, voir Clerke et Graham.
Cyril Clerke, 5e baronnet Graham, né le 6 mars 1834 à Kirkstall et mort le 9 mai 1895 à Cannes, est un explorateur et diplomate britannique.

## Biographie
Troisième fil de sir Sandford Graham, second baronnet, en 1857, il explore l'est du Jourdain et le désert de Hauran où il découvre diverses ruines de cités antiques. Attaché à la mission de lord Dufferin en Syrie, il visite ensuite Hasbaya et Rashaya (1860) et établit un rapport sur les conditions de vie des chrétiens dans ces contrées.
Secrétaire-privé de lord Camarvon (1866-1867), il est commissaire en baie d'Hudson en 1870-1871 puis exerce les fonctions de gouverneur de Grenade de 1875 à 1877,.
Jules Verne le mentionne pour ses découvertes en Syrie dans son roman Les Aventures du capitaine Hatteras (partie 1, chapitre XII).

## Publication
- Explorations in the Desert East of the Hauran, the Ancient Land of Bashan (1857-1858)

## Récompense
- Compagnon de l'Ordre de Saint-Michel et Saint-Georges